# Euphorbia neilmulleri
Euphorbia neilmulleri là một loài thực vật có hoa trong họ Đại kích. Loài này được M.C.Johnst. mô tả khoa học đầu tiên năm 1975.